# Expedition 73
Expedition 73 è la 73ª e attuale missione di lunga durata verso la Stazione spaziale internazionale che è iniziata il 20 aprile 2025 con l'undocking della Sojuz MS-26. La missione è comandata dall'astronauta JAXA Takuya Ōnishi.

## Equipaggio
L'equipaggio è composto dai membri della SpaceX Crew-10 e della Sojuz MS-27. La Crew-10 era inizialmente pianificata per partire nel febbraio 2025 ma fu rinviata di un mese per attendere il completamento della nuova navicella Crew Dragon Grace, che sarebbe dovuta essere utilizzata per la missione Space Crew-10; questa venne poi assegnata alla Axiom Mission 4 e la Crew-10 utilizzò la navicella Endurance. All'inizio di agosto 2025 l'equipaggio della SpaceX Crew-11 è arrivato sulla ISS per dare il cambio alla Crew-10.
|         | Astronauta                             | 20 aprile - 2 agosto 2025 | 2 agosto - 7 agosto 2025 | 7 agosto - dicembre 2025 |
| ------- | -------------------------------------- | ------------------------- | ------------------------ | ------------------------ |
| Crew-10 | Takuya Ōnishi, JAXA Secondo volo       | Comandante                | Comandante               | Non a bordo              |
| Crew-10 | Anne McClain, NASA Secondo volo        | Ingegnere di volo         | Ingegnere di volo        | Non a bordo              |
| Crew-10 | Nichole Ayers, NASA Primo volo         | Ingegnere di volo         | Ingegnere di volo        | Non a bordo              |
| Crew-10 | Kirill Peskov, Roscosmos Primo volo    | Ingegnere di volo         | Ingegnere di volo        | Non a bordo              |
| MS-27   | Sergej Ryžikov, Roscosmos Terzo volo   | Ingegnere di volo         | Ingegnere di volo        | Comandante               |
| MS-27   | Alekej Zubrickij, Roscosmos Primo volo | Ingegnere di volo         | Ingegnere di volo        | Ingegnere di volo        |
| MS-27   | Jonathan Kim, NASA Primo volo          | Ingegnere di volo         | Ingegnere di volo        | Ingegnere di volo        |
| Crew-11 | Zena Cardman, NASA Primo volo          | Non a bordo               | Ingegnere di volo        | Ingegnere di volo        |
| Crew-11 | Mike Fincke, NASA Quarto volo          | Non a bordo               | Ingegnere di volo        | Ingegnere di volo        |
| Crew-11 | Kimiya Yui, JAXA Secondo volo          | Non a bordo               | Ingegnere di volo        | Ingegnere di volo        |
| Crew-11 | Oleg Platonov, Roscosmos Primo volo    | Non a bordo               | Ingegnere di volo        | Ingegnere di volo        |

## Eventi di missione

### Lancio e docking della Dragon CRS-32
Il 21 aprile 2025 alle 08:15 UTC venne lanciato dal Complesso di lancio 39A del Kennedy Space Center, a bordo di un lanciatore Falcon 9, il veicolo Cargo Dragon della missione di rifornimento CRS-32. Il veicolo trasportava circa 2900 chilogrammi di rifornimenti e materiali scientifici, tra cui due orologi atomici per esperimenti di fisica fondamentale (ACES), un sistema avanzato di monitoraggio della qualità dell'aria utile per future missioni lunari e marziane (Aerosol Monitors), un dimostratore per Astrobee equipaggiato con il sistema SVGS‑2 per la navigazione autonoma, il payload ADSEP‑ICC (Industrial Crystallization Cassette) per la cristallizzazione di proteine e nanoparticelle in microgravità, l'esperimento DNA Nano Therapeutics‑Mission 2 per lo sviluppo di nanomateriali terapeutici ispirati al DNA, un esperimento sul DNA vegetale (Plant DNA Response to Spaceflight) volto a studiare gli effetti della microgravità sulla regolazione genetica, e il payload STP‑H10, una suite esterna di sei esperimenti del Dipartimento della Difesa statunitense per l'osservazione terrestre, la misurazione della radiazione e la validazione di sensori spaziali. Il giorno successivo, il 22 aprile, la Dragon eseguì un docking automatico al boccaporto zenith del modulo Harmony della ISS alle 12:40 UTC, iniziando un periodo di permanenza di circa un mese.

### Esecuzione di un PDAM
Il 30 aprile 2025 alle 22:10 i propulsori della navicella cargo russa Progress MS-30, agganciata al boccaporto posteriore di Zvezda, vennero accesi per 3 minuti e 33 secondi al fine di eseguire un Pre‑Determined Debris Avoidance Maneuver (PDAM). L'obiettivo dell'accensione era di innalzare leggermente l'orbita della ISS per allontanarla dalla traiettoria di un detrito spaziale proveniente da un lanciatore Lunga Marcia cinese lanciato nel 2005. Secondo la NASA e Roscosmos, senza la manovra il frammento sarebbe potuto passare a meno di 640 metri dalla ISS, rappresentando un rischio concreto per l'integrità della stazione e la sicurezza dell'equipaggio a bordo.

### Undocking e ammaraggio della Dragon CRS-32
Il 23 maggio 2025, alle 16:05, la navetta Cargo Dragon CRS-32 eseguì un undocking dal modulo Harmony, alla conclusione dei suoi 32 giorni di missione. Dopo aver compiuto le manovre di allontanamento sotto la supervisione degli astronauti a bordo e del Centro di controllo missione di SpaceX a Hawthorne, la navicella rimase un giorno e mezzo nello spazio prima di iniziare le procedure per il rientro atmosferico. L'ammaraggio avvenne il 25 maggio alle 05:44 al largo delle coste della California. A bordo erano presenti numerosi campioni di esperimenti scientifici da riportare a Terra per essere analizzati, tra cui il payload MISSE-20, il dimostratore robotico Astrobee‑REACCH, i materiali del progetto educativo "Story Time from Space", il sistema di compressione e trasmissione immagini OPTICA e la tuta spaziale EMU numero 3009.

### Aggiornamenti sulla crepa del modulo Zvezda
Nel giugno 2025, la NASA annunciò in accordo con Axiom Space il rinvio del lancio della missione Axiom Mission 4, originariamente previsto per l'11 giugno, allo scopo di approfondire la rilevazione di una "nuova firma pressoria" nel tunnel di trasferimento del modulo russo Zvezda della ISS, dove si trovava la crepa scoperta nel 2019. L'area in questione, già riparata nel 2021 e tenuta isolata negli anni precedenti per precauzione, fu oggetto nel 2025 di ispezioni interne da parte dei cosmonauti a bordo, che sigillarono ulteriori zone sospette e misurarono il tasso di perdita d'aria; a seguito di queste operazioni, il compartimento iniziò a mantenere la pressione interna stabile. Nei giorni seguenti NASA fornì ulteriori aggiornamenti chiarendo che le squadre congiunte continuavano ad analizzare la situazione, valutando se il mantenimento della pressione fosse dovuto a una riparazione efficace o a un flusso d'aria secondario attraverso la guarnizione del boccaporto principale. Emerse che la pressione nel tunnel di trasferimento di Zvezda era rimasta stabile, suggerendo che le eventuali perdite fossero state eliminate o abbondantemente contenute.

### Axiom Mission 4

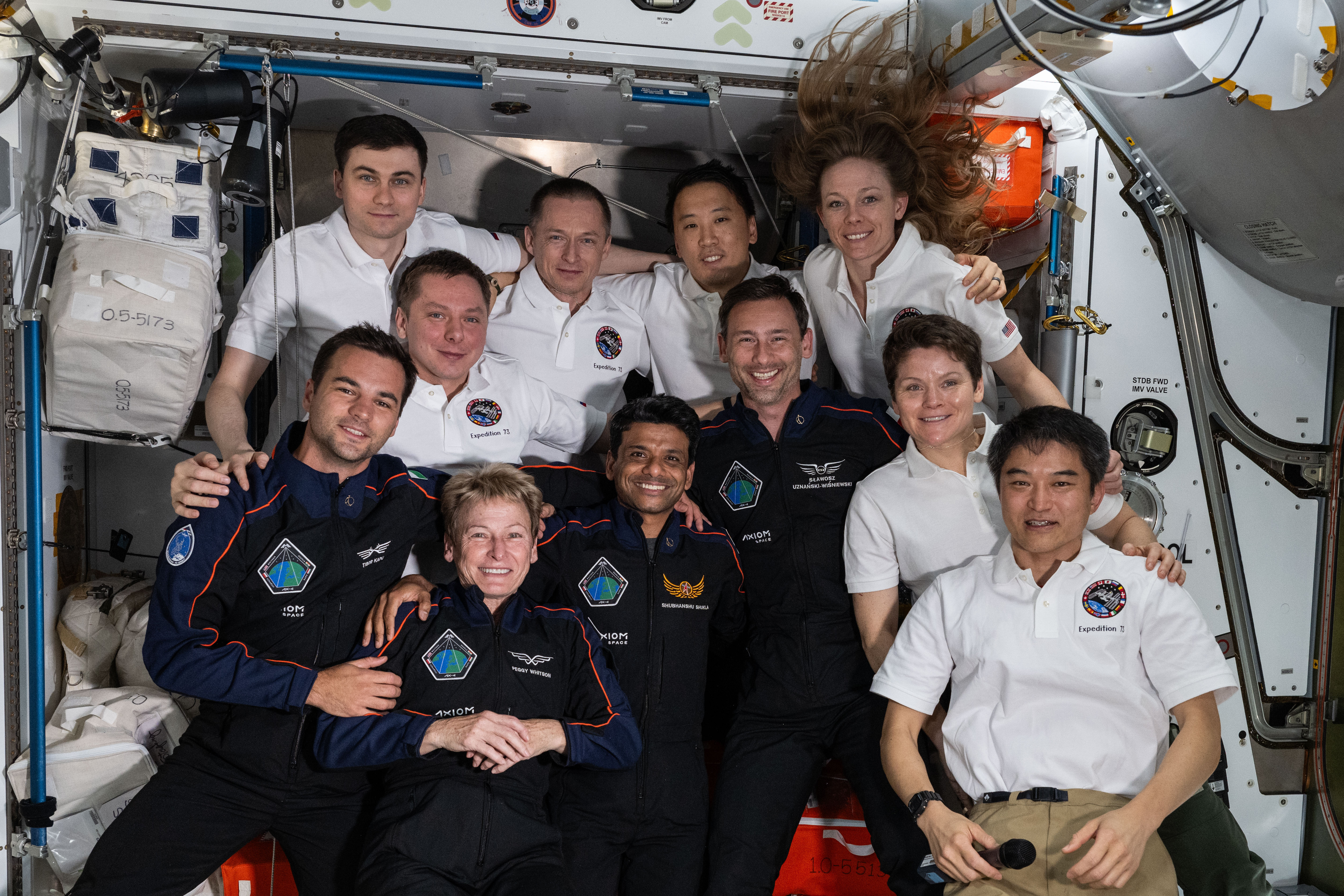
L'equipaggio di Axiom Mission 4 con la tuta di volo nera e l'equipaggio dell'Expedition 73 in bianco

Il lancio della missione privata Axiom Mission 4 avvenne il 25 giugno 2025 alle 13:50 dal Kennedy Space Center in Florida, utilizzando la nuova navicella Crew Dragon Grace al suo debutto; sarà l'ultima navicella Crew Dragon a essere costruita. L'equipaggio era composto dalla comandante Peggy Whitson, ex astronauta NASA e astronauta Axiom Space con quattro missioni alle spalle, dal pilota Shubhanshu Shukla di ISRO e dagli specialisti di missione Sławosz Uznański-Wiśniewski di POLSA/ESA e Tibor Kapu dell'Ungheria. Il lancio della missione, inizialmente previsto per il 12 giugno 2025, subì diversi rinvii dovuti dapprima a condizioni meteorologiche avverse, poi a una perdita di ossigeno liquido nel lanciatore Falcon 9, e infine a un'indagine su una nuova firma pressoria rilevata nel modulo Zvezda della ISS. Dopo circa 28 ore di volo, Grace eseguì autonomamente un docking con il boccaporto anteriore del modulo Harmony della ISS il 26 giugno 2025 alle 10:31. L'ingresso a bordo dell'equipaggio avvenne poche ore dopo, dove a attenderli c'era l'equipaggio residente dell'Expedition 73. Durante la loro permanenza a bordo della ISS, i membri di Ax-4 condussero decine di esperimenti scientifici, tra cui studi nel campo della biotecnologia, della robotica, delle neuroscienze e della medicina rigenerativa. Alcuni esperimenti riguardarono la coltura di cellule staminali in microgravità, studi sulla neuroplasticità cerebrale e test di nuovi materiali avanzati. Oltre alle attività scientifiche, l'equipaggio partecipò ad attività di divulgazione rivolte alle scuole e università dei paesi rappresentati dall'equipaggio per promuovere le materie STEM e le attività spaziali. L'undocking di Grace con il suo equipaggio avvenne il 14 luglio alle 11:15. Dopo alcune orbite di allontanamento e le operazioni di rientro atmosferico, la navicella ammarò con successo nell'oceano Atlantico il giorno successivo alle 09:31, dove venne recuperata dalle squadre di supporto di SpaceX.

### Undocking della Progress MS-29
Il 1º luglio 2025 alle 18:43, la navicella cargo Progress MS-29 eseguì l'undocking dal modulo Poisk dopo aver completato una missione logistica di oltre sette mesi. Il veicolo, riempito con rifiuti e materiali non più utilizzabili, eseguì una manovra di deorbitazione che portò alla sua distruzione durante il rientro atmosferico sopra l'oceano Pacifico meridionale.

### Lancio e docking della Progress MS-31
La navicella russa Progress MS-31 venne lanciata il 3 luglio 2025 alle 19:32 dalla rampa di lancio 31/6 del Cosmodromo di Bajkonur a bordo del lanciatore Sojuz 2.1a. A bordo trasportava 2625 kg di rifornimenti per la ISS, tra cui 1205 kg di rifornimenti per l'equipaggio e hardware, 950 kg di propellente, 420 kg di acqua potabile e 50 kg di azoto per il rifornimento dell'atmosfera della stazione spaziale. La Progress trasportava anche materiale per diversi esperimenti scientifici, tra cui Virtual, Biodegradation, Fullerene, Biopolymer, Impulse e Mirage. Dopo un volo di due giorni, la navetta eseguì un docking autonomo al boccaporto zenith del modulo Poisk il 5 luglio alle 21:25.

### Lancio e docking della SpaceX Crew-11
Il 1º agosto 2025 alle 15:43 la navicella Crew Dragon Endeavour per la missione SpaceX Crew-11, venne lanciata dalla rampa di lancio 39A del Complesso di lancio 39 di Cape Canaveral. L'equipaggio a bordo era composto dalla comandante Zena Cardman, il pilota Michael Fincke e gli specialisti di missione Kimiya Yui e Oleg Platonov. L'Endeavour, concluso il suo viaggio verso la ISS di 14 ore, eseguì un docking al boccaporto zenith del modulo Harmony alle 06:26 del giorno successivo. L'equipaggio della Crew-11, dopo un breve handover di qualche giorno, darà il cambio all'equipaggio della SpaceX Crew-10 che lascerà la ISS dopo aver concluso la loro missione di 145 giorni, il 7 agosto 2025. La Crew-11, insieme all'equipaggio della Sojuz MS-27 parteciperanno agli ultimi quattro mesi di missione dell'Expedition 73 (fino a dicembre 2025) e ai primi mesi dell'Expedition 74 con l'equipaggio della Sojuz MS-28 che arriverà sulla ISS nel novembre 2025.